# TÜV Austria Wissenschaftspreis
Der TÜV Austria Wissenschaftspreis wurde aus Anlass des 140-Jahr-Jubiläums des Zertifizierungsdienstleisters TÜV Austria im Jahr 2012 ins Leben gerufen und seither im Herbst jedes Jahres verliehen.
Der Wissenschaftspreis wird in drei Kategorien vergeben und prämiert außergewöhnliche technisch-naturwissenschaftliche Dissertationen und Diplomarbeiten/Masterarbeiten an österreichischen Universitäten und Fachhochschulen sowie HTL-Abschlussarbeiten. Er ist insgesamt mit 15.000 Euro dotiert.

## Preisträger
Zu den Preisträgern gehören u. a. das Technische Museum Wien, ZKW Group, ÖBB-Postbus, ASFINAG, OMV, Bombardier Transportation, Austrian Power Grid und die Wiener Linien.
Die weiteren Preisträger kamen u. a. von HTL Innsbruck, HTL Braunau, HTL Wien 3 Rennweg, HTL Salzburg, TGM Wien, HTL Vöcklabruck, Technikum Linz, HTL Dornbirn, HTL Klagenfurt, der TU Graz, Montanuniversität Leoben, TU Wien, der FH Campus Wien.

### 2012
Kategorie Universitäten/Fachhochschulen
- René Braunstein – TU Graz
- Gerald Figala – Montanuniversität Leoben

Kategorie HTL-Abschlussarbeiten
- Alexander Dallinger, Michael Wurmshuber – HTL Braunau
- Alexander Pöllinger, Daniel Riepl, Hannes Ruhmer, Karl M. Thanhofer, Simon Weissengruber, Martin Breiteneder, Sebastian Ecker, Raffael Sacher – Linzer Technikum

Kategorie Unternehmen
- Wolfgang Havlik – OMV Exploration & Production GmbH

### 2013
Kategorie Universitäten/Fachhochschulen
- Elisabeth Plankenauer – TU Graz
- Thomas Goiser – FH Campus Wien

Kategorie HTL-Abschlussarbeiten
- Andreas Bertsch, Matthias Daxer, Ludwig Pfister – HTL Innsbruck Anichstraße

Kategorie Unternehmen
- ZKW Group Wieselburg
- Valentina Ljubić Tobisch, Martina Wetzenkircher – Technisches Museum Wien

### 2014
Kategorie Universitäten/Fachhochschulen
- Thomas Ring – TU Wien
- Gernot Nischler – TU Graz

Kategorie HTL-Abschlussarbeiten
- Dominik Dörler, Michael Huber – HTL Dornbirn
- Timothy Gundacker, Thomas Kotrba, Alexander Ludwig – TGM – Höhere technische Bundes-, Lehr- und Versuchsanstalt, Wien 20

Kategorie Unternehmen
- Michael Fischer, Christoph Lechleitner, Gerald Newesely – Bombardier Transportation Austria GmbH
- Oliver Cencic, Johann Fellner – TU Wien, Institut für Wassergüte, Ressourcenmanagement und Abfallwirtschaft

### 2015
Kategorie Universitäten/Fachhochschulen
- Katrin Lepuschitz – TU Wien
- Bernd Zwattendorfer – TU Graz

Kategorie HTL-Abschlussarbeiten
- Jakob Bleiberschnig, Fabian Schöffmann, Stephan Steiner, Alexander Widmann – HTL Klagenfurt Mössingerstraße
- Markus Kircher, Simon Wolfsgruber – HTL Vöcklabruck

Kategorie Unternehmen
- Werner Schwab, Max Philipp Weichert – Zivilingenieurbüro Werner Schwab, Villach

### 2016
Kategorie Universitäten/Fachhochschulen
- Michael Muffat – TU Graz
- Walter Ochensberger – Montanuniversität Leoben

Kategorie HTL-Abschlussarbeiten
- Matthias Müller, Maximilian Siegl, Pascal Pleyer, Stefan Görig, Tomislav Percic – HTL Wien 10 Ettenreichgasse
- Robert Promok, Fabian Pöchmüller, Lukas Rienessl, Paul Oberauer, Vishal Chani, Lukas Knapp – HTL Salzburg[8]

Kategorie Unternehmen
- Mehmet Gümüser, Thomas Greiner – ASFINAG Baumanagement GmbH

### 2017
Kategorie Universitäten/Fachhochschulen
- Markus Ernst – TU Graz[9]

Kategorie HTL-Abschlussarbeiten
- Anna Bruckmaier, Daniel Brunner, Simon Huber – HTL Braunau

Kategorie Unternehmen
- Christoph Grimmer – Efficient Energy Technology GmbH

### 2018
Kategorie Universitäten/Fachhochschulen
- Dipl.-Ing. Dr. Armin Buchroithner, Dissertation TU Graz – „Effizienter Einsatz von Schwungradspeichern in Fahrzeugen durch interdisziplinäre und multidimensionale Optimierung ihres Sub- und Supersystems“

Kategorie HTL-Abschlussarbeiten
- HTL Wien 3 Rennweg: Christoph Berger, Christoph Bohrn, Christoph Hirmann, Richard Lehr – „Trailax“

Kategorie Unternehmen
- MITechnology: Dipl.-Ing. Alfred Edlinger – „FlashPhos-Verfahren“

### 2019
Kategorie Universitäten/Fachhochschulen
- Katharina Ceesay-Seitz – TU Wien

Kategorie HTL-Abschlussarbeiten
- Michael Hicker und Patrick Kraus – HTL Hollabrunn

Kategorie Unternehmen
- ÖBB-Postbus GmbH

### 2020
Kategorie Universitäten/Fachhochschulen
- Lara Bettinelli – TU Wien

Kategorie HTL-Abschlussarbeiten
- Jakob Buchsteiner, Thomas Eibl, Sebastian Neuhofer, Moritz Taferner – HTL Salzburg

Kategorie Unternehmen
- Wiener Linien GmbH & Co KG

### 2021
Kategorie Universitäten/Fachhochschulen
- Matthias Katschnig – Montanuniversität Leoben[10]

Kategorie HTL-Abschlussarbeiten
- Gabriel Tanner, Gilbert Tanner, Andreas Maier – HTL Klagenfurt Mössingerstraße
- Daniel Morak, Dominik Jerey, Emanuel Ladinig, Luca Jörg, Lukas Frisch – HTL Klagenfurt Lastenstraße[11]

Kategorie Unternehmen
- Austrian Power Grid AG[12]

### 2022
Kategorie Universitäten/Fachhochschulen
- Harald Bürgmayr – TU Wien[13]

Kategorie HTL-Abschlussarbeiten
- Alexander Schuster, Christopher Kerl – HTL Hollabrunn[14]

Kategorie Unternehmen
- Austrian Power Grid AG[15]

### 2023
Kategorie Universitäten/Fachhochschulen, Dissertationen
- Thomas Bergmayr – Johannes Kepler Universität Linz[16]

Kategorie Universitäten/Fachhochschulen, Diplomarbeiten/Masterarbeiten
- Alexander Gall – Technische Universität Wien[17]

Kategorie HTL-Abschlussarbeiten
- Christian Gerold, Dominik Mitterfellner, Silvana Oberhauser, Florian Ortner – HTL Klagenfurt Mössingerstraße[18]